# Claude Janiak
Claude Janiak (ur. 30 października 1948 w Bazylei) – szwajcarski polityk i prawnik (adwokat), członek Socjaldemokratycznej Partii Szwajcarii, od 1974 r. na różnych stanowiskach, od 1999 r. członek jednej z izb parlamentu tego państwa (Rady Narodowej), a w latach 2005/2006 r. – na czele tej izby szwajcarskiego parlamentu.
Janiak, jako syn Polaka posiada podwójne obywatelstwo: szwajcarskie i polskie.
Jest pierwszym szwajcarskim politykiem tak wysokiego szczebla, który jest otwarcie gejem.